# Sofiane Oumiha
Sofiane Oumiha (ur. 23 grudnia 1994 w Tuluzie) – francuski bokser występujący wadze lekkiej, dwukrotny srebrny medalista igrzysk olimpijskich, trzykrotny mistrz świata, złoty medalista igrzysk europejskich oraz igrzysk śródziemnomorskich.

## Kariera
Boks zaczął trenować w 2001 roku.
W 2012 roku na młodzieżowych mistrzostwach świata w Erywaniu zdobył brązowy medal w wadze lekkiej. W półfinale przegrał z Rosjaninem Chusiejnem Bajsangurowem. W czerwcu następnego roku na igrzyskach śródziemnomorskich w Mersinie wywalczył złoty medal, wygrywając w decydującej walce z Turkiem Bünyaminem Aydinem.
W czerwcu 2015 roku na igrzyskach europejskich w Baku pokonał w swojej pierwszej walce Brytyjczyka Luka McCormacka. W ćwierćfinale okazał się lepszy od Węgra Miklósa Vargy, a w półfinale wygrał z Mateuszem Polskim. W finałowym starciu uległ jednak Azerowi Albiertowi Sielimowowi. Rok później zadebiutował na mistrzostwach świata w Dosze. Po zwycięstwach w eliminacjach z Bułgarem Elianem Dimitrowowem i Wenezuelczykiem Luisem Cabrerą ponownie przegrał w ćwierćfinale z Albiertem Sielimowem z Azerbejdżanu.
Wystąpił na igrzyskach olimpijskich w 2016 roku w Rio de Janeiro w wadze lekkiej. W pierwszej rundzie pokonał Teófimo Lópeza z Hondurasu 3:0. W drugim pojedynku wygrał poprzez techniczny nokaut w trzeciej rundzie z Amnatem Ruenroengiem z Tajlandii. W ćwierćfinale przyszło zmierzyć się z Azerem Albiertem Sielimowowem, pokonując rywala. W półfinale wygrał z Mongołem Dorjnjambuugiin Otgondałajem, zaś w finale uległ jednogłośnie na punkty z Brazylijczykiem Robsonem Conceição.
Następnego roku w sierpniu na mistrzostwach Europy w Charkowie przegrał nieznacznie w ćwierćfinale z Ukraińcem Jurijem Szestakiem, który wygrał później zawody. W sierpniu tego samego roku podczas mistrzostw świata w Hamburgu zdobył złoty medal, pokonując w finale Kubańczyka Lázaro Álvareza. Wziął udział również w igrzyskach śródziemnomorskich w 2018 roku w Tarragonie, zdobywając złoty medal.
W czerwcu 2019 roku zdobył srebrny medal podczas igrzysk europejskich w Mińsku. W rywalizacji wadze lekkopółśredniej przegrał w finale z Howhannesem Baczkowem z Armenii.
W 2024 roku ponownie wziął udział w Letnich Igrzyskach Olimpijskich, gdzie w rywalizacji mężczyzn do 63,5 kg zdobył srebrny medal, przegrywając w finale z Erislandy Álvarezem.